# Gruszka Duża
Gruszka Duża – wieś w Polsce, położona w województwie lubelskim, w powiecie zamojskim, w gminie Nielisz. Leży nad rzeką Łętownia, na pograniczu Padołu Zamojskiego i Wyniosłości Giełczewskiej.
W latach 1975–1998 wieś administracyjnie należała do województwa zamojskiego.
Wieś jest sołectwem w gminie Nielisz. Według Narodowego Spisu Powszechnego z roku 2011 wieś liczyła 102 mieszkańców.
Wierni Kościoła rzymskokatolickiego należą do parafii św. Wojciecha i Matki Bożej Różańcowej w Nieliszu.

## Części wsi
| SIMC    | Nazwa    | Rodzaj    |
| ------- | -------- | --------- |
| 0895400 | Bagatela | część wsi |
| 0895416 | Podgóra  | część wsi |

## Historia
Pierwsze wzmianki o wsi pochodzą z 1389 r., gdy Dymitr z Goraja podarował wieś Cedzikowi Prochańskiemu za wierne jego służby.
Gruszeccy h. Lubicz, stara rodzina małopolska, z woj. lubelskiego, wzięła nazwisko od wsi Gruszka, którą wraz z innymi król Władysław Jagiełło nadał ok. 1411 r. w nagrodę zasług rycerskich protoplaście tej rodziny Maciejowi chorążemu koronnemu. W 1453 r. występował Piotr Gruszecki z Gruszki, który zapewne sprzedał część wsi Dziersławowi z Malic. W latach 1469 i 1472 notowano Jakuba Sienkę z Gruszki. W 1481 r. pojawił się podział na Gruszkę Dużą i Gruszkę Małą, wówczas obie w posiadaniu Jerzego Jurgiana. Z rejestru poborowego z 1564 wieś obejmowała ok. 13 łana użytków, 9 zagrodników bez ziemi, 5 z ziemią oraz 1 rzemieślnika. Rozdrobniona własność szlachecka istniała do XVIII w. W 1633 r. jednym ze współwłaścicieli wsi był Bronisław Gruszecki łowczy czernihowski. W 1660 r. zanotowano we wsi dwór należący do Gruszeckich.
W 1697 r. źródła notują Mikołaja Józefa z Wielkich Gruszek posesora Mełgwi. Na początku XVIII w. znaczna część wsi należała do Jana Kamińskiego. W połowie XVIII w. większa część wsi znalazła się w rękach Debolich, którzy wybudowali dwór, zabudowania gospodarcze, ogród oraz kilka stawów.
W końcu XVIII w. dobra Gruszka Duża składały się z folwarków w Gruszce Dużej, Gruszce Małej i Stawie, oraz z tych wsi i stanowiły posag baronowej Ludwiki z Debolich Wyszyńskiej. Od 1801 r. dobra te były w posiadaniu Tomasza barona Wyszyńskiego, który starał się w latach 1810–1817 odkupić drobne części wsi od szlachty. W 1850 r. Tomasz Wyszyński wybudował nowy podpiwniczony dwór konstrukcji drewnianej z kamienną dobudową, przebudowano także stawy, ogród, założono chmielnik i sad. W 1827 r. wieś Gruszkę Dużą notowano w powiecie zamojskim w parafii Nielisz, wieś liczyła wówczas 36 domów i 206 mieszkańców.
W II połowie XIX w. z powodu dużego zadłużenia majątek często zmieniał właścicieli. Pod koniec XIX w. w folwarku Gruszka Duża znajdowało się 10 budynków dworskich, a folwark zajmował 1504 morgi. W 1876 r. Gruszkę Dużą sprzedano na licytacji Maurycemu i Helenie Turczyńskim. Po 1902 r. trudności finansowe zmusiły właścicieli do sprzedaży części folwarku w Gruszce Bankowi Włościańskiemu z przeznaczeniem na parcelacje. Pozostałą część nabył Tadeusz Suchodolski i odsprzedał Wacławowi Szymankowi, Janowi Wack i Karolowi Ozonkowi, ci rozpoczęli parcelacje sprzedając po 40 działek. Większość terenu założenia dworskiego z parkiem kupił Wojciech Hanaka. Stodoły, obory, i czworak zostały rozebrane. W czworaku do czasu rozbiórki mieściła się szkoła. Dwór rozebrano po II wojnie światowej ze względu na zawilgocenie i zagrzybienie.
Według spisu z 1921 r. Gruszka Duża wieś wraz z kolonią liczyły 69 domów i 415 mieszkańców w tym 2 Ukraińców.
W 1955 r. Michał Jakubczak wybudował w Gruszce Dużej małą kaplicę pw. św. Franciszka (M. Zahajkiewicz 1985, s.299).
We wsi znajduje się kaplica pw. św. Floriana – filialna dla parafii w Nieliszu.